# Zdeněk Vlastimil Špinar
Zdeněk Vlastimil Špinar (4. dubna 1916 Čáslav – 14. srpna 1995 Prysk) byl český paleontolog, specialista na fosilní obojživelníky, zejména žáby, a spisovatel. Publikoval řadu titulů zaměřených na popularizaci paleontologie.
V mládí studoval na časlavském gymnáziu. Na Přírodovědecké fakultě Univerzity Karlovy v Praze vyučoval obor paleontologie, přičemž vychoval několik generací paleontologů se zaměřením na obratlovce i na bezobratlé.
Kromě pedagogické práce se věnoval vědecké práci včetně publikování v odborných zahraničních a českých periodikách, psaní učebních textů a také populárně-naučných knih, čímž významně přispěl k popularizaci paleontologie.
Spolu s prof. RNDr. Josefem Augustou a později RNDr. Vratislavem Mazákem, CSc., byl odborným poradcem malíře Zdeňka Buriana. Celý život se věnoval skautingu.
Jedním ze Špinarových žáků byl např. jeho dlouholetý asistent, herpetolog prof. RNDr. Zbyněk Roček, DrSc., držitel ceny Českého literárního fondu za knihu Historie obratlovců.

## Výběr z díla
- Špinarova publikace Life before Man (1973) byla vydána v šestnácti světových jazycích a opakovaných vydáních. Na české vydání si musela počkat deset let; česky Velká kniha o pravěku (1. vyd. 1983, Praha: Artia; 5. vyd. Praha: Aventinum, 2005, ISBN 80-7151-260-5).
- V roce 1984 byla na základě Špinarových univerzitních přednášek vydána odborná publikace Paleontologie obratlovců (Praha: Academia). V publikaci jsou reprodukovány Burianovy barevné a černobílé malby pravěkých živočichů, zejména dinosaurů, vytvořené na základě fosílií nalezených v 70. letech 20. století v asijské poušti Gobi, v Severní a Jižní Americe.
- V roce 1994 vyšla publikace, kterou napsal s kanadským paleontologem Philipem J. Currie Velcí dinosauři: příběh evoluce gigantů. Ilustroval ji Jan Sovák, do češtiny přeložil Jiří Bumbálek; dosud (2022) byla v češtině vydána pětkrát (5. vydání 2000,ISBN 80-7151-130-7).
- Základy paleontologie bezobratlých (Praha: Nakl. ČSAV, 1960, 834 s.)
- Systematická paleontologie bezobratlých (Praha: Academia, nakl. ČSAV, 1965, 1049 s.)
- Úvod do zoopaleontologie: určeno pro posl. přírodověd. fak. Karlovy univ. v Praze (Praha: Stát. pedag. nakl., 1965, 148 s.)
- Tertiary frogs from Central Europe (Prague: Academia, 1972, 285 s., 184 s. obr. příl.)
- Encyclopédie de la préhistoire: Les animaux et les hommes préhistoriques Paris: Farandole, 1973. 228 s.
- Paleontologie. Praha: SNTL, Nakl. technické lit., 1986. 360 s.